# Van tim
Van tim là những lá mỏng, mềm dẻo, được cấu tạo bởi tổ chức liên kết được bao quanh bởi nội tâm mạch. Van tim quyết định hướng chảy tuần hoàn máu theo một chiều nhất định.
Có bốn loại van tim chính, nằm ở trung tâm là
- Van ba lá ngăn thông nằm giữa tâm nhĩ phải và tâm thất phải. Cho máu đi một chiều từ nhĩ phải xuống thất phải, dòng máu từ thất phải qua van động mạch phổi vào động mạch phổi đưa máu lên phổi để trao đổi oxy
- Van động mạch phổi gồm ba van nhỏ hình tổ chim ngăn|thông|nằm giữa tâm thất phải và động mạch phổi.
- Van hai lá ngăn thông nằm giữa tâm thất trái và tâm nhĩ trái. Cho phép máu đi một chiều từ nhĩ trái xuống thất trái, dòng máu từ thất trái qua van động mạch chủ vào động mạch chủ đưa máu đi nuôi toàn cơ thể.
- Van động mạch chủ ngăn thông nằm giữa tâm thất trái và động mạch chủ.

Ngoài ra còn có các xoang mạch vành và các van tĩnh mạch chủ dưới.

## Cấu trúc

Cấu trúc của các van tim

Máu chảy qua các van

Các van tim có vai trò đặc biệt quan trọng trong việc giữ cho dòng máu lưu thông theo một chiều nhất định, cho phép máu chảy từ nhĩ xuống thất và từ thất ra khỏi tim. Các van kiểm soát dòng chảy của máu qua tim bằng cách đóng mở mỗi khi tim co bóp. Các chức năng đóng mở của van được điều khiển bởi sự chênh lệch áp suất giữa các buồng tim và một số cơ nằm trong tim.
Trong trường hợp rối loạn chức năng của một trong các van này có thể được thực hiện một van tim nhân tạo hoặc một loại cơ khí hay loại bioprosthesis.
Bốn van thường được đại diện trong một trái tim động vật.

### Hoạt động của van tim

Hình siêu âm hoạt động của van tim, với phần đỉnh của các tâm thất bị loại bỏ và van hai lá có thể nhìn thấy rõ ràng.

Một chu kỳ tuần hoàn kết thúc bằng việc máu quay trở lại đổ vào tâm nhĩ phải của tim. Khi tâm nhĩ phải đầy, van ba lá mở ra, cho phép máu chảy vào tâm thất phải. Khi đã đổ đầy máu vào tâm thất phải thì áp lực trong tâm nhĩ phải và tâm thất phải sẽ thay đổi làm van ba lá đóng cửa. Lúc này, van động mạch phổi đang đóng sẽ được mở ra và tâm thất phải co bóp đẩy máu qua van động mạch phổi và vào phổi. Khi máu đã được bơm lên phổi, thì van động mạch phổi đóng lại, van 3 lá mở ra, cứ như thế chu trình được lập đi lặp lại để bơm máu lên phổi.
Máu ở phổi sau khi được trao đổi và nhận oxy sẽ được đưa xuống tâm nhĩ trái. Khi tâm nhĩ trái chưa được bơm đầy máu, van hai lá vẫn đóng, nhưng khi máu đã được bơm đầy tạo ra sự thay đổi áp lực giữa tâm nhĩ trái và tâm thất trái làm cho van hai lá mở ra, cho phép máu chảy vào tâm thất trái. Sau khi máu được bơm đầy, van hai lá đóng lại nhằm mục đích ngăn máu ở tâm thất trái chảy ngược trở lại phổi khi nó co bóp.
Tâm thất trái là buồng bơm phía bên trái của tim và là phần cơ bắp nhất của trái tim. Khi thất trái co bóp máu sẽ được bơm qua van động mạch chủ tới động mạch chủ và các động mạch đi nuôi cơ thể. Sau khi đẩy hết máu ra động mạch, van động mạch chủ đóng lại để giữ cho máu từ động mạch không chảy ngược lại vào tâm thất.
Chu trình tuần hoàn máu tại tim được lặp đi lặp lại, tiếp diễn như trên và đồng bộ bắt đầu từ nhĩ (nhĩ trái - nhĩ phải), sau đó là thất (thất trái - thất phải). Nhờ vào sự phối hợp nhịp nhàng giữa các bộ phận van tim, cơ tim… tim mới thực hiện tốt được chức năng của nó, cơ thể của chúng ta mới được cung cấp oxy và dưỡng chất một cách đầy đủ nhất.